# アンドレ・ルーチス
アンドレ・ルーチス（André Routis、1900年7月16日 - 1969年7月16日）は、フランス出身の元プロボクサーである。ボルドー生まれで、元世界フェザー級チャンピオンであった。

## 経歴
ルーチスはアマチュアとして活動後、1919年にプロへと転向した。その後、1928年9月28日にマディソン・スクエア・ガーデンにおいて、当時の名王者トニー・カンゾネリに判定勝ちを収め、世界フェザー級タイトルを獲得した。この試合は『リングマガジン』誌の「アップセット・オブ・ザ・イヤー」に選出される番狂わせであった。
1929年5月27日、ルーチスはバスター・ブラウンを3回KOで下し、初防衛に成功した。しかし、同年9月23日、バタリング・バタリノに判定負けを喫し、王座を失った。この王座陥落をもって、同年中に現役を引退した。一部情報源では、引退の理由として1930年1月の網膜手術が挙げられている。

## 戦績
プロボクシングの通算戦績は、88戦56勝（13KO）25敗7分である。ただし、一部の記録では86戦54勝（10KO）25敗7分とされている場合もある。